# 欧洲大学学院
欧洲大学学院（英語：European University Institute，缩写为EUI）是位于意大利佛罗伦萨的一所专门从事研究生、博士生和博士后教育的高等教学和研究机构。

## 学校概况
欧洲大学学院由欧共体6个创始成员国共同建立于1972年，目的是为具有博士水平的研究者提供高级学术训练，并以此促进欧洲范围内社会科学和文化的发展。自1976年，欧洲大学学院开始接受各国研究人员。
就法律性质而言，欧洲大学学院是欧盟成员国之间的一个国际组织，并由欧盟为其提供资金支持。

## 机构设置
欧洲大学学院的研究领域主要侧重于从欧洲角度研究政治、经济、法律、文化、社会等方面的问题。
下设四个学系：经济学系、历史学系、法学系、政治和社会科学系，以及罗伯特·舒曼高等研究中心、马克斯·韦伯博士后项目和跨国治理学校，另设有欧盟历史档案馆。